# Santiago Davio
Santiago Carlos Davio (3 de febrero de 1985, Gualeguaychú, Provincia de Entre Ríos, Argentina) es un exfutbolista y actual entrenador argentino. Durante mucho tiempo dirigió a Defensores Unidos de la Primera Nacional.

## Biografía
Davio es un futbolista surgido de la cantera del Club Villa Dálmine. Debutó en ese club en el 2003 donde estuvo un año y compartió el plantel con José Horacio Basualdo, Pedro Troglio, Roberto Monserrat (el diablo), Raúl Cardozo (el pacha) donde salió campeón del torneo apertura .
Tuvo varios pasos por el Club Atlético Defensores Unidos. Luego de jugar en el Club Atlético Atlas volvió en el 2008 a Defensores Unidos de Zárate donde obtuvo el ascenso a la Primera C, siendo uno de los máximos artilleros del plantel con 9 goles en 13 partidos jugados.
En el año 2017 vuelve al club de General Rodríguez, Leandro N. Alem, actual ascendido a la Primera C del fútbol Argentino. Davio era recordado por su paso en 2013 y la gente lo recibió con afecto y cariño. El delantero vivirá el clásico con Lujan que es denominado el "Clásico del Oeste"
En 2022 logró el ascenso como entrenador de Defensores Unidos a la Primera Nacional.

## Clubes

### Como futbolista
| Club                             | País        | Año       |
| -------------------------------- | ----------- | --------- |
| Villa Dálmine                    | Argentina   | 2003      |
| Defensores Unidos de Zárate      | Argentina   | 2004-2005 |
| Atlas                            | Argentina   | 2006-2007 |
| Defensores Unidos de Zárate      | Argentina   | 2008-2009 |
| Caroní FC                        | Venezuela   | 2010      |
| Zulia FC                         | Venezuela   | 2010      |
| Defensores Unidos de Zárate      | Argentina   | 2011-2012 |
| Atlas                            | Argentina   | 2012      |
| Leandro N. Alem                  | Argentina   | 2013      |
| Deportivo Suchitepéquez          | Guatemala   | 2014      |
| C. D. Universidad de El Salvador | El Salvador | 2014      |
| Sportivo Desamparados            | Argentina   | 2015      |
| Acassuso                         | Argentina   | 2015-2016 |
| Argentino de Merlo               | Argentina   | 2016-2017 |
| Leandro N. Alem                  | Argentina   | 2017-2018 |

### Estadísticas como técnico
| Equipo                      | Div.                 | Torneo               | Estadísticas | Estadísticas | Estadísticas | Estadísticas | Estadísticas | Estadísticas | Estadísticas | Estadísticas | Estadísticas |
| Equipo                      | Div.                 | Torneo               | PJ           | G            | E            | P            | GF           | GC           | DG           | Efectividad  | Puntos       |
| --------------------------- | -------------------- | -------------------- | ------------ | ------------ | ------------ | ------------ | ------------ | ------------ | ------------ | ------------ | ------------ |
| Defensores Unidos Argentina | 3.ª                  |                      |              |              |              |              |              |              |              |              |              |
| Defensores Unidos Argentina | 3.ª                  | 2022                 | 23           | 10           | 7            | 6            | 28           | 21           | +7           | 53.62%       | 37           |
| Defensores Unidos Argentina | 2.ª                  | Copa Argentina 2023  | 1            | 0            | 0            | 1            | 1            | 3            | -2           | 0%           | 0            |
| Defensores Unidos Argentina | 2.ª                  | 2023                 | 36           | 12           | 11           | 13           | 30           | 31           | -1           | 43.52%       | 47           |
| Defensores Unidos Argentina | 2.ª                  | 2024                 | 14           | 4            | 5            | 5            | 14           | 17           | -3           | 40.48%       | 17           |
| Defensores Unidos Argentina | Total                | Total                | 74           | 26           | 23           | 25           | 73           | 72           | +1           | 45.5%        | 101          |
| Flandria Argentina          | 3.ª                  |                      |              |              |              |              |              |              |              |              |              |
| Flandria Argentina          | 3.ª                  | Clausura 2024        | 12           | 5            | 4            | 3            | 12           | 9            | +3           | 52.78%       | 19           |
| Flandria Argentina          | 3.ª                  | Apertura 2025        | 9            | 2            | 2            | 5            | 6            | 8            | -2           | 29.63%       | 8            |
| Flandria Argentina          | Total                | Total                | 21           | 7            | 6            | 8            | 18           | 17           | +1           | 42.86%       | 27           |
| Defensores Unidos Argentina |                      |                      |              |              |              |              |              |              |              |              |              |
| 2.ª                         |                      |                      |              |              |              |              |              |              |              |              |              |
| 2025                        | 9                    | 1                    | 4            | 4            | 8            | 15           | -7           | 25.93%       | 7            |              |              |
| Total                       | Total                | 9                    | 1            | 4            | 4            | 8            | 15           | -7           | 25.93%       | 7            |              |
| Total en CADU               | Total en CADU        | 83                   | 27           | 27           | 29           | 81           | 87           | -6           | 43.37%       | 108          |              |
| Total en sus equipos        | Total en sus equipos | Total en sus equipos | 104          | 34           | 33           | 37           | 99           | 104          | -5           | 43.27%       | 135          |

## Palmarés

### Como entrenador
| Título    | Club              | País      | Año  |
| --------- | ----------------- | --------- | ---- |
| Primera B | Defensores Unidos | Argentina | 2022 |

- Datos: Q6120880